# KU-RU-KU-RU Cruller!
- ラブライブ! > ラブライブ!サンシャイン!! > Aqours > KU-RU-KU-RU Cruller!

「KU-RU-KU-RU Cruller!」（クルクルクルーラー）は、Aqoursの楽曲。同グループのシングルとして2021年9月22日にLantisから発売された。

## 概要
前作「DREAMY COLOR」から約3ヶ月でのリリース。
表題曲「KU-RU-KU-RU Cruller!」は、スマートフォン向けゲーム『モンスターストライク』とのコラボソング。『ラブライブ!シリーズ』ではない作品のタイアップ楽曲が製作されるのは、『神様と運命革命のパラドクス』とコラボしたμ'sの『天使たちの福音』以来、7年ぶりとなる。
2021年6月24日に放送された『モンストニュース』でコラボと共に楽曲PVが発表され、同日モンスト公式チャンネルでPV公開された。ラブライブ！公式チャンネルでは、6月30日にPVが公開された。
カップリング曲「SUKI for you, DREAM for you!」は、2022年5月から9日間限定でよみうりランドで開催された、SCRAPの体験型ゲームイベント『輝け！Aqoursぬまづフェスティバル in よみうりランド』のテーマソング。
CDはBD同梱盤とDVD同梱盤の2形態が発売され、CDには表題曲の「KU-RU-KU-RU Cruller!」とカップリング曲1曲とボイスドラマおよびボーナストラックが、BD・DVDには「KU-RU-KU-RU Cruller!」のアニメーションPVが収録される。初回生産分には、「Aqoursメンバーカード」（全9種）がランダムで1枚封入される。

## 収録曲
収録内容におけるボーカル曲は太字、ボイスドラマパートは▲印で表記する。
- CD

1. KU-RU-KU-RU Cruller!
  - 作詞：畑亜貴　作曲：Kanata Okajima、Soma Genda　編曲：Soma Genda
  - 『モンスターストライク』コラボレーションソング
2. SUKI for you, DREAM for you!
  - 作詞：畑亜貴　作曲・編曲：渡辺拓也
  - SCRAPの体験型ゲームイベント『輝け！Aqoursぬまづフェスティバル in よみうりランド』テーマソング
3. KU-RU-KU-RU Cruller!（Off Vocal）
4. SUKI for you, DREAM for you!（Off Vocal）
5. キセキを教えて▲
6. 動き出すキセキ▲

- BD/DVD

1. KU-RU-KU-RU Cruller! CGアニメーションPV

## 他アーティストによるカバー
- Angely Diva - 2021年10月1日に配信限定シングル「KU-RU-KU-RU Cruller!」でカバー。